# 李明 (1969年)
李明（1969年5月—），山东淄博人，现为山东青年政治学院副教授，中国农工民主党党员，硕士毕业于山东艺术学院艺术系，于中央工艺美术学院进修；其为中国农工党山东省书画院常务理事，山东省美术家协会当代艺委会特邀委员，济南市美术家协会会员，美国东西方艺术学会研究员，山青青年设计学会会长及明设计顾问创始人。

## 主要成就
2014年，他获得了“2014 Le Petit Drianon国际美术与设计节”金奖，并参观了斯坦福大学以及加州大学伯克利分校，在参观期间，他还同分校艺术学院环境设计专业的师生进行了学术交流和研讨；2021年10月10日至11月10日，李明举办了个人水墨作品展览「明墨载道」，展览地点设在山东省文化馆；2024年，他参与了由中华人民共和国文化和旅游部、中国文学艺术界联合会、中国美术家协会主办的第十四届全国美术作品展览。